# Кубок Бельгії з футболу 2021—2022
Кубок Бельгії з футболу 2021—2022 (нід. Beker van België) — 67-й розіграш кубкового футбольного турніру в Бельгії. Титул вчетверте здобув «Гент».

## Календар
| Раунд            | Дата                         | Матчі | Клуби     |
| ---------------- | ---------------------------- | ----- | --------- |
| Попередній раунд | 25 липня 2021                | 3     | 312 → 309 |
| Перший раунд     | 31 липня – 4 серпня 2021     | 110   | 309 → 199 |
| Другий раунд     | 7–8 серпня 2021              | 79    | 199 → 120 |
| Третій раунд     | 15–18 серпня 2021            | 48    | 120 → 72  |
| Четвертий раунд  | 21–25 серпня 2021            | 24    | 72 → 48   |
| П'ятий раунд     | 29 серпня – 21 вересня 2021  | 16    | 48 → 32   |
| 1/16 фіналу      | 26–28 жовтня 2021            | 16    | 32 → 16   |
| 1/8 фіналу       | 30 листопада – 2 грудня 2021 | 8     | 16 → 8    |
| 1/4 фіналу       | 22–23 грудня 2021            | 4     | 8 → 4     |
| 1/2 фіналу       | 2–3 лютого/2–3 березня 2022  | 4     | 4 → 2     |
| Фінал            | 18 квітня 2021               | 1     | 2 → 1     |

## Регламент
Згідно з регламентом у перших п'яти раундах беруть участь клуби нижчих дивізіонів чемпіонату Бельгії. Клуби провідного дивізіону стартують у шостому раунді з 1/16 фіналу.

## 1/16 фіналу
| Команда 1                | Рахунок      | Команда 2         |
| ------------------------ | ------------ | ----------------- |
| 26 жовтня 2021           |              |                   |
| Рояль Ексель Мускрон (2) | 0:1          | Стандард (Льєж)   |
| Остенде                  | 8:1          | Онгає (5)         |
| РВДМ 47 (2)              | 1:2          | Зюлте-Варегем     |
| Мехелен                  | 2:1          | Уніон Сент-Жілуаз |
| 27 жовтня 2021           |              |                   |
| РААЛ (Ла-Лув'єр) (4)     | 1:7          | Андерлехт         |
| Гент                     | 4:0          | Белісія (4)       |
| Сінт-Елоїс Вінкел (3)    | 0:6          | Генк              |
| Дендер (3)               | 0:1          | Ейпен             |
| Лірс Кемпезонен (2)      | 1:2          | Ауд-Геверле Левен |
| Серен                    | 3:2 дч       | Сінт-Трейден      |
| Брюгге                   | 3:0          | Дейнзе (2)        |
| Франч Боренс (3)         | 0:4          | Беєрсхот          |
| Шарлеруа                 | 0:0 пен. 3:4 | Ломмель (2)       |
| Кнокке (3)               | 1:1 пен. 1:2 | Кортрейк          |
| 28 жовтня 2021           |              |                   |
| Серкль (Брюгге)          | 3:0          | Тінен (3)         |
| Вестерло (2)             | 2:1          | Антверпен         |

## 1/8 фіналу
| Команда 1         | Рахунок      | Команда 2         |
| ----------------- | ------------ | ----------------- |
| 30 листопада 2021 |              |                   |
| Серен             | 3:3 пен. 3:4 | Андерлехт         |
| 1 грудня 2021     |              |                   |
| Кортрейк          | 1:0          | Остенде           |
| Ейпен             | 3:2 дч       | Зюлте-Варегем     |
| Мехелен           | 2:1 дч       | Серкль (Брюгге)   |
| Ломмель (2)       | 0:2          | Гент              |
| Вестерло (2)      | 2:3          | Ауд-Геверле Левен |
| Генк              | 3:3 пен. 3:5 | Брюгге            |
| 2 грудня 2021     |              |                   |
| Стандард (Льєж)   | 2:0 дч       | Беєрсхот          |

## 1/4 фіналу
| Команда 1      | Рахунок | Команда 2         |
| -------------- | ------- | ----------------- |
| 22 грудня 2021 |         |                   |
| Мехелен        | 1:3     | Ейпен             |
| Гент           | 3:1     | Стандард (Льєж)   |
| 23 грудня 2021 |         |                   |
| Андерлехт      | 3:0     | Кортрейк          |
| Брюгге         | 4:1     | Ауд-Геверле Левен |

## 1/2 фіналу
| Команда 1                | Заг. | Команда 2 | 1-й матч | 2-й матч |
| ------------------------ | ---- | --------- | -------- | -------- |
| 2 лютого /2 березня 2022 |      |           |          |          |
| Гент                     | 3:1  | Брюгге    | 0:1      | 3:0      |
| 3 лютого /3 березня 2022 |      |           |          |          |
| Ейпен                    | 3:5  | Андерлехт | 2:2      | 1:3      |

## Фінал
| 18 квітня 2022 15:00 (UTC+2) |

| Гент                                                             | 0:0      | Андерлехт                                       |
| ---------------------------------------------------------------- | -------- | ----------------------------------------------- |
|                                                                  | Протокол |                                                 |
|                                                                  | Пенальті |                                                 |
| де Сарт · Ганче-Ольсен · Кастро-Монтес · Лемаїч · Нгадеу-Нгаджуї | 4:3      | Серхіо Гомес · Раман · Кана · Куллен · Мурільйо |

| Стадіон імені короля Бодуена, Брюссель Глядачів: 42 500 Арбітр: Лоуренс Віссер |